# Сугеров Борис Андрійович
Бори́с Андрі́йович Суге́ров (2 серпня 1921, село Ходорівці, нині Кам'янець-Подільський район, Хмельницька область — 12 лютого 1943) — Герой Радянського Союзу.

## Біографія
Справжнє прізвище — Сугера. У ранньому дитинстві втратив матір і батька — Надію Юхимівну та Андрія Івановича. Односельчанка Бориса згадувала, що його батьки були працьовитими, мати — «напрочуд миловидна, струнка, світловолоса жінка». Сироту спочатку виховували бабка Євдокія та тітка Домна Іванівна (батькова сестра). Далі він жив у селі Гаврилівці, що за 17 кілометрів від Кам'янця-Подільського, виховувався в дитячому будинку в селі Стріхівці (нині Ярмолинецького району), навчався в школі колгоспної молоді в селі Лісоводи (нині Городоцького району Хмельницької області).
Як встановив краєзнавець Андрій Паравійчук, 1939 року Борис деякий час жив у Кам'янці-Подільському (вулиця Пушкінська, 24). У Червоній армії від 1939 року. 1941 року закінчив Саратовське танкове училище.
Командир роти 129-ї танкової бригади (13-а армія, Центральний фронт) старший лейтенант Сугеров відзначився в ході бойових дій в Курській області. 24 січня 1943 року першим з ротою увірвався в село Касторне. У бою за село Єгорівка знищив 5 гармат та танк. 12 лютого 1943 року при взятті села Очки рота знищила 9 танків, 7 гармат. Загинув у цьому ж бою. Поховано в селі Ольховатка (нині Андріївська сільрада) Касторненського району Курської області.
Звання Героя Радянського Союзу надано 23 вересня 1943 року посмертно. Нагороджено орденом Леніна, орденом Червоної Зірки, медаллю «За відвагу».
У селах Ходорівці та Лісоводи встановлено погруддя героя, у цих селах та селі Стріхівці його іменем названо вулиці.